# Mawougno Aziablé
Mila Mawougno Aziablé, née le 1er janvier 1991 au Togo, est une ingénieure et femme politique togolaise.

## Biographie

### Études
Mawougno Aziablé obtient un diplôme en génie mécanique de l'école nationale d'ingénieurs de Metz en 2012 puis se spécialise en ingénierie et gestion du gaz à l'école nationale supérieure des mines de Paris.
En 2018, elle décroche un master exécutif en politiques et management du développement à Sciences Po.

### Carrière politique
En octobre 2020, elle devient ministre déléguée auprès du Président de la République, chargée de l'Énergie et des Mines. Elle est la plus jeune ministre du gouvernement Dogbé.